# Computer Regulated Air Catalyst System
CRAC System staat voor: Computer Regulated Air Catalyst System. 
Dit is een systeem van de Nederlandse uitlaatfabrikant BSM dat lucht toevoegt aan de uitlaatgassen van motorfietsen om zo een voor de katalysator ideaal mengsel te verkrijgen.